# Domitila, a Menor
Flávia Domitila ou Domitila, a Menor (c. 45 — ca. 66) foi a filha única do imperador romano Vespasiano e sua esposa Flávia Domitila. Seu irmão mais velho foi Tito e o mais jovem Domiciano. Com quinze anos de idade casou com Quinto Petílio Cerial, com quem teve uma filha, Flávia Domitila.
Morreu antes de Vespasiano tornar-se imperador em 69, sendo depois deificada por seu irmão mais novo Domiciano.
Algumas moedas ainda existem com a sua efigie ou a de sua mãe, Flávia Domitila, a Maior.